# Frédéric-Auguste II d'Oldenbourg
Pour les articles homonymes, voir Frédéric-Auguste.
Frédéric-Auguste II (Oldenbourg, 16 novembre 1852 - Rastede, 24 février 1931) est le dernier grand-duc d'Oldenbourg (1900-1918).

## Biographie
Frédéric-Auguste (Friedrich August) est l'aîné des deux fils du grand-duc Pierre II d'Oldenbourg et de son épouse Élisabeth de Saxe-Altenbourg. Il fait ses études de 1871 à 1873 à Bonn, à Strasbourg et à Leipzig, avant d'entreprendre un voyage qui le conduit en Turquie, en Palestine, en Égypte et en Italie.
Après la mort d'Étienne de Habsbourg-Lorraine, le frère de Frédéric-Auguste, Georges-Louis d'Oldenbourg (de), hérite en 1867 des seigneuries de Schaumbourg et de Holzappel, situées dans le duché de Nassau. Un siège au parlement communal de Nassau et au parlement provincial de Hesse-Nassau (de) sont liés à la seigneurie. Comme son frère était mineur, Frédéric-Auguste participe en 1873 aux séances du parlement communal.
Il succède à son père à la tête du grand-duché d'Oldenbourg à sa mort, le 13 juin 1900. Parfait représentant du wilhelminisme, il est successivement général-major (1894), général-lieutenant (1896), général de cavalerie (1900) et amiral (1910) dans l'armée prussienne. Pendant son règne, il commande également le 19e régiment de dragons.
Comme les autres princes allemands, Frédéric-Auguste abdique au terme de la Première Guerre mondiale, lorsqu'éclate la Révolution de novembre. Le grand-duché laisse alors place à l'État libre d'Oldenbourg. L'ancien grand-duc se retire dans son château de Rastede (de), où il meurt le 24 février 1931.
Il est l'inventeur d'un brevet déposé en France en 1911 (numéro de publication FR-343842 ) concernant une hélice de navire.

## Mariages et descendance
Frédéric-Auguste épouse la princesse Élisabeth-Anne de Prusse (8 février 1857 – 28 août 1895), fille du prince Frédéric-Charles de Prusse, le 18 février 1878 à Oldenbourg. Ils ont deux filles :
- Sophie-Charlotte d'Oldenbourg (2 février 1879 – 29 mars 1964) ; épouse en 1906 le prince Eitel-Frédéric de Prusse (divorcés en 1926) ;
- Marguerite (13 octobre 1881 – 20 février 1882).

Veuf, Frédéric-Auguste se remarie avec Élisabeth-Alexandrine de Mecklembourg-Schwerin (10 août 1869 – 3 septembre 1955), fille du grand-duc Frédéric-François II de Mecklembourg-Schwerin, le 24 octobre 1896 à Schwerin. Ils ont cinq enfants :
- Nicolas-Frédéric-Guillaume (10 août 1897 – 3 avril 1970) ;
- Frédéric-Auguste (25 mars 1900 – 25 mars 1900) ;
- Alexandrine (25 mars 1900 – 25 mars 1900) ;
- Ingeborg-Alix (20 juillet 1901 – 10 janvier 1996) ; épouse en 1921 le prince Stéphane de Schaumbourg-Lippe (da) ;
- Altburg-Marie-Mathilde-Olga (19 mai 1903 – 16 juin 2001) ; épouse en 1922 Josias de Waldeck-Pyrmont.

## Honneurs

### Ordre national
- Grand-croix de l'ordre du Mérite du duc Pierre-Frédéric-Louis (grand-duché d'Oldenbourg) (16 novembre 1852).

### Ordres étrangers
- Grand-croix de l'ordre de Saint-Étienne (Autriche-Hongrie, 1908) ;
- Grand-croix de l'ordre d'Albert l'Ours (Anhalt, 1885) ;
- Chevalier de l'ordre de la Fidélité (Bade, 1900) ;
- Chevalier de l'ordre de Saint-Hubert (Bavière) (1888) ;
- Grand cordon de l'ordre de Léopold (Belgique) (25 février 1878) ;
- Grand-croix de l'ordre d'Henri le Lion (duché de Brunswick) (1871) ;
- Chevalier de l'ordre de l'Éléphant (Danemark) (28 avril 1909).
- Grand-croix de l'ordre de Louis Ier de Hesse (18 février 1878) ;
- Chevalier de l'ordre suprême de la Très Sainte Annonciade (Royaume d'Italie) (16 juillet 1902) ;
- Chevalier de l'ordre de l'Aigle noir avec collier (Prusse) (1er février 1878) ;
- Grand-croix honoraire de l'ordre royal de Victoria (Royaume-Uni) (10 juin 1907) ;
- Chevalier de l'ordre de la Couronne de Rue (Saxe) (1898) ;
- Grand-croix de l'ordre de la Maison ernestine de Saxe (duché de Saxe-Cobourg et Gotha) (1874) ;
- Grand-croix de l'ordre du Faucon blanc (Saxe-Weimar) (1890) ;
- Chevalier de l'ordre des Séraphins (Suède, 12 juillet 1912) ;
- Grand-croix de l'ordre de la Couronne de Wurtemberg (1873).